# Hali Meiðhad

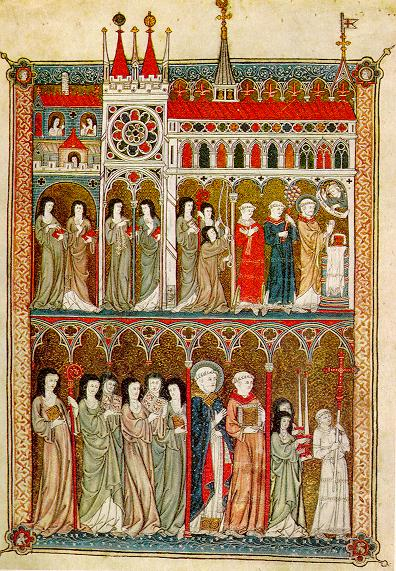
Religiosas en procesión, en un manuscrito francés contemporáneo.

Hali Meiðhad (‘sagrada doncellez’) es un texto en inglés medio temprano, de principios del siglo XIII, incluido en el denominado «Grupo Katherine», junto a Sawles Warde y tres hagiografías de mártires. Como el resto del grupo, está dirigido a las anacoretas o religiosas de clausura, y se trata de un pequeño tratado u opúsculo que pondera las virtudes de la virginidad frente al matrimonio mundano. Fue escrito aproximadamente entre 1190 y 1220, posterior a 1224 según Fletcher, en los Midlands del Oeste de Inglaterra.
Se conservan dos copias medievales del opúsculo: una en la Biblioteca Bodleiana, incluida en el manuscrito «Bodley MS 34», que contiene el «Grupo Katherine» completo, y otra en la Biblioteca Británica, en el «Cotton Titus D xviii», junto a Sawles Warde y Seinte Katherine.
El opúsculo, que consta solo de 25 páginas de texto, tiene cuatro partes: una introducción; dos secciones principales, la primera sobre las recompensas de la virginidad y la segunda sobre los peligros del matrimonio («el palo y la zanahoria»); y una conclusión. Su contenido no puede entenderse como «original», al menos en el sentido estricto del término, pues se pueden encontrar numerosos precedentes de casi todas las ideas de la obra y de su reflejo en el texto en escritos latinos anteriores o contemporáneos.

## Ediciones
- Hali Meiðhad. Early English Text Society. 1922.
- Colborn, A. F., ed. (1940). Hali Meiðhad.
- Millet, Bella, ed. (1972). Hali Meiðhad. ISBN 9780197222867.